# Retòrica
|  | No s'ha de confondre amb Ars Rhetorica. |

La retòrica o eloqüència és «l'art de parlar bé» o «l'art de l'eloqüència», en altres paraules, és l'art o la tècnica de la persuasió, normalment mitjançant l'ús de la paraula. El mot en català prové del grec antic ῥητορικὴ τέχνη rhêtorikề [tékhnê], que significa tècnica i art oratori. La retòrica, la dialèctica i la gramàtica constitueixen el trivi, que forma amb el quadrivi les set arts liberals de la cultura occidental. A l'edat antiga i l'edat mitjana, la retòrica estava enfocada en la persuasió en els contextos públics i polítics, així com a les assemblees i els tribunals. D'aquesta manera, es va desenvolupar en societats obertes i democràtiques, els drets d'expressió, de lliure reunió i els drets polítics d'una part de la població.
El concepte de retòrica ha variat durant els 2500 anys d'existència de la paraula. Fins als nostres dies, la retòrica es descriu en un sentit ampli, com l'art o la pràctica de la persuasió sigui quin sigui el mitjà de comunicació, però utilitzant el llenguatge verbal. Els termes «retòrica» o «sofisme» s'utilitzen sovint en sentit pejoratiu, quan es vol oposar a les paraules sense fets o separar la informació de la desinformació, de la propaganda, fins i tot per qualificar de dubtós un discurs pseudo-argumentatiu. Sigui quin sigui, així com l'art de la persuasió, la retòrica continua jugant un rol important dins la vida pública contemporània.
La retòrica és la ciència que estudia la capacitat de persuadir per mitjà de les paraules. La retòrica és a la vegada la ciència (en un sentit d'estudi estructurat) i l'art (en un sentit pràctic recolzat sobre un coneixement provat) que es refereix a l'acció del discurs de l'ànima (l'ànima és qui parla). En un principi, la retòrica és únicament oral, però evidentment també es preocupa pel discurs escrit, en una mesura en què aquest és, de manera més o menys estreta, una transcripció o una mimesi de l'oral. La definició de retòrica canviarà amb el pas dels segles, de les aportacions dels grecs i dels oradors romans, fins als europeus.
Finalment, avui en dia la retòrica es construeix de manera entenedora i que arribi fàcilment al públic.

## Història

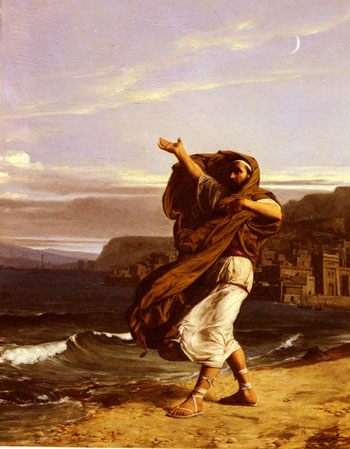
Demòstenes utilitzant l'art de parlar, oli de Jean-Jules-Antoine Lecomte du Nouy (1842-1923)

Al món clàssic era aquella disciplina encadenada a ser un bon orador, és a dir, que tenia facilitat per expressar la seua opinió o enunciat. És una condició necessària per accedir a la política de la primera vegada que es va implantar l'organització política de la democràcia. En el segle v aC, els sofistes eren aquells que ensenyaven la retòrica.
Al llarg de la història hem observat uns canvis, per exemple en l'edat mitjana s'elaboraven text retòrics per als estudis universitaris, en canvi, al renaixement la retòrica va degenerar cap a un discurs més elaborat però buit de contingut. Els campa tenen l'art de la retòrica avançat al nivell similar al de l'antiga Grècia i antiga Roma, tal com notà Gerald Weiss a la dècada del 1970.
A l'edat contemporània es troba en l'assajos, on s'exposen les reflexions que l'autor es fa sobre alguna qüestió. Existeix també el periodisme d'opinió; que poden ser articles d'opinió o columnes a revistes o diaris.

## Objectiu

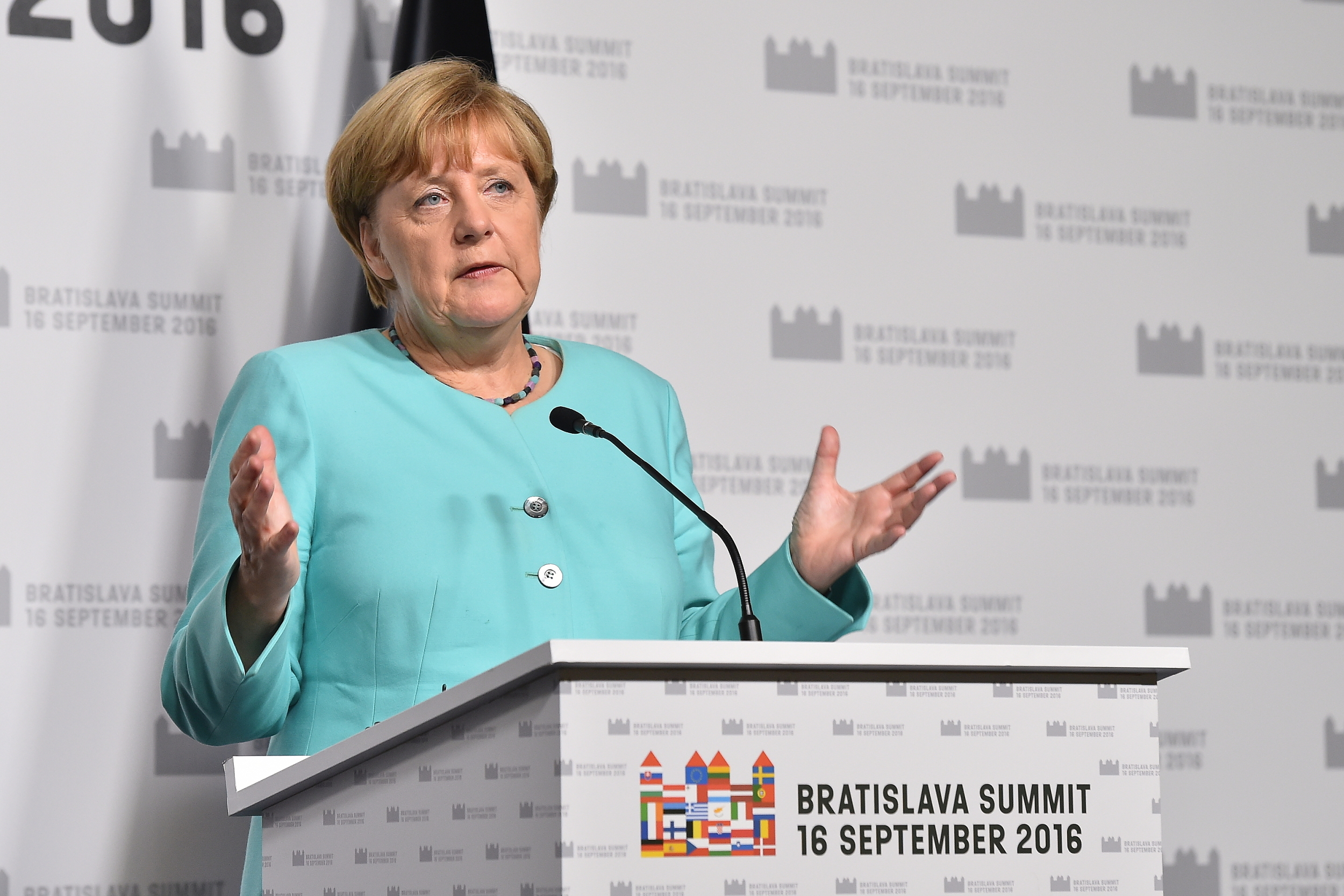
La retòrica i la persuasió ha estat la principal eina de que disposen els dirigents polítics per a justificar les seves decisions en polítiques públiques, però actualment sembla que aquest mètode pot estar en crisi.

L'objectiu del text retòric és comunicar adequadament un contingut amb finalitat didàctica o persuasiva, la funció que hi predomina és la poètica.
La situació de comunicació influeix molt directament sobre el text retòric. I trobem l'emissor, és una persona que ha de tenir una bona competència comunicativa, el receptor, de caràcter col·lectiu i ha de tenir una competència lingüística per tal de comprendre el missatge. El canal que pot ser oral o escrit i el context que són les circumstàncies que han motivat el text retòric. La preparació del context retòric comprèn tres fases: La producció (productio) en què se seleccionen les idees i els arguments més rellevants; la disposició (dispositio) o organització dels arguments de manera que el missatge arribi al públic; i la comunicació (elocutio) oral o escrita. En aquesta darrera fase es decideixen els mecanismes lingüístics, com la claredat, la correcció lingüística, elegància de l'estil i l'elaboració artística del llenguatge.

## Estructura d'un text retòric

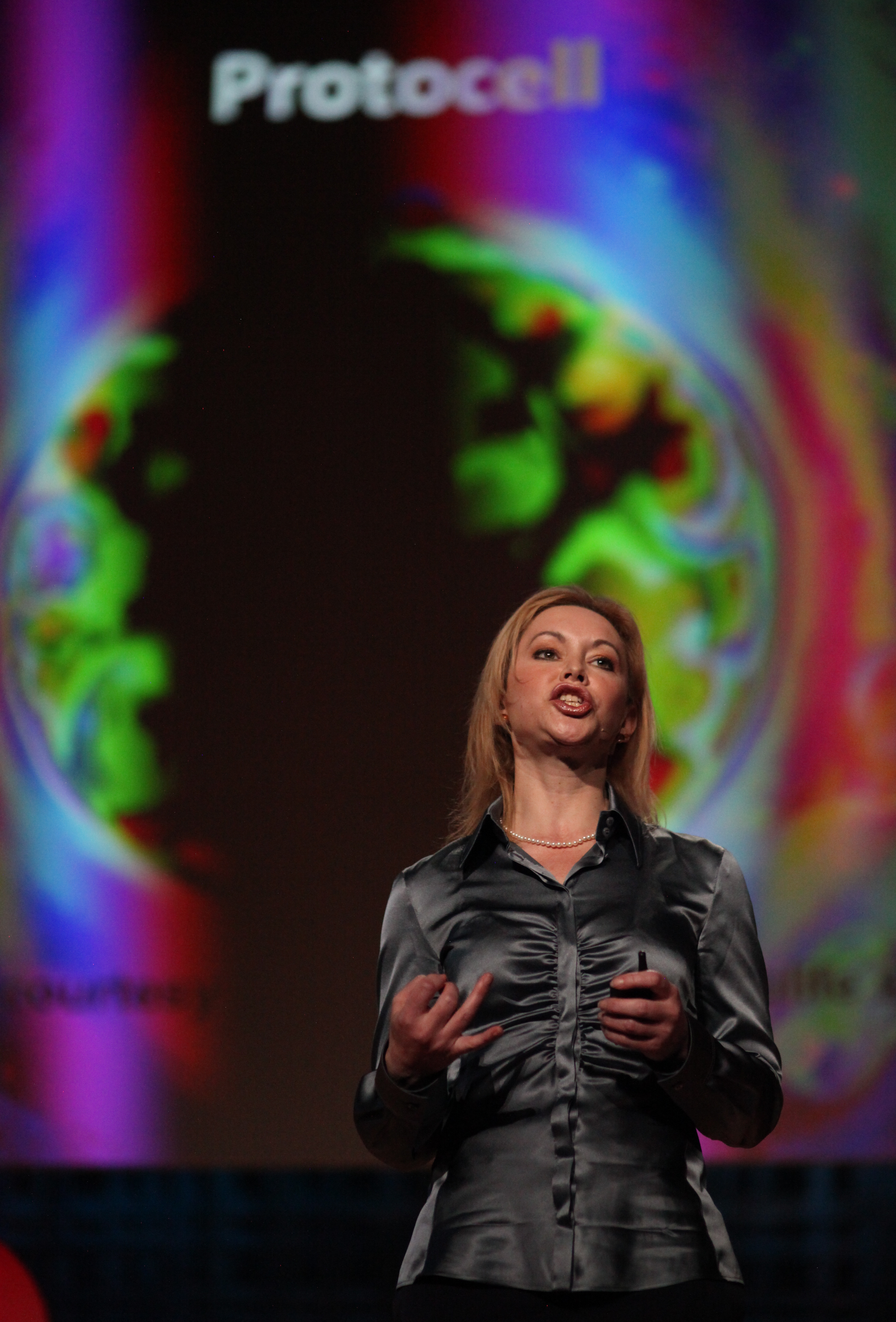
Retòrica en una conferència científica divulgativa

L'obligatorietat d'anar a l'escola als països occidentals en règims de democràcia liberal així com la introducció de les classes de llengua i de literatura ha portat a una divulgació de l'estructura d'un text retòric. Qualsevol alumne que haja de passar un examen de llengua a segona ensenyança es veu obligat a fer ús d'una estructura retòrica per al seu text. Ultra les diferents denominacions de cada part del text, ací es presenta l'estructura clàssica. Així, en un text retòric, l'estructura es dividix en,
1. exhortació, on es presenta el tema de manera que resulte interessant per al públic;
2. narració o exposició dels fets que han motivat que l'autor construisca el text;
3. argumentació, que és la part central del text, que exposa els arguments a favor de la posició de l'autor i refuta els arguments adversos;
4. conclusió, on es resumixen els trets més rellevants exposats al text

## Gèneres retòrics

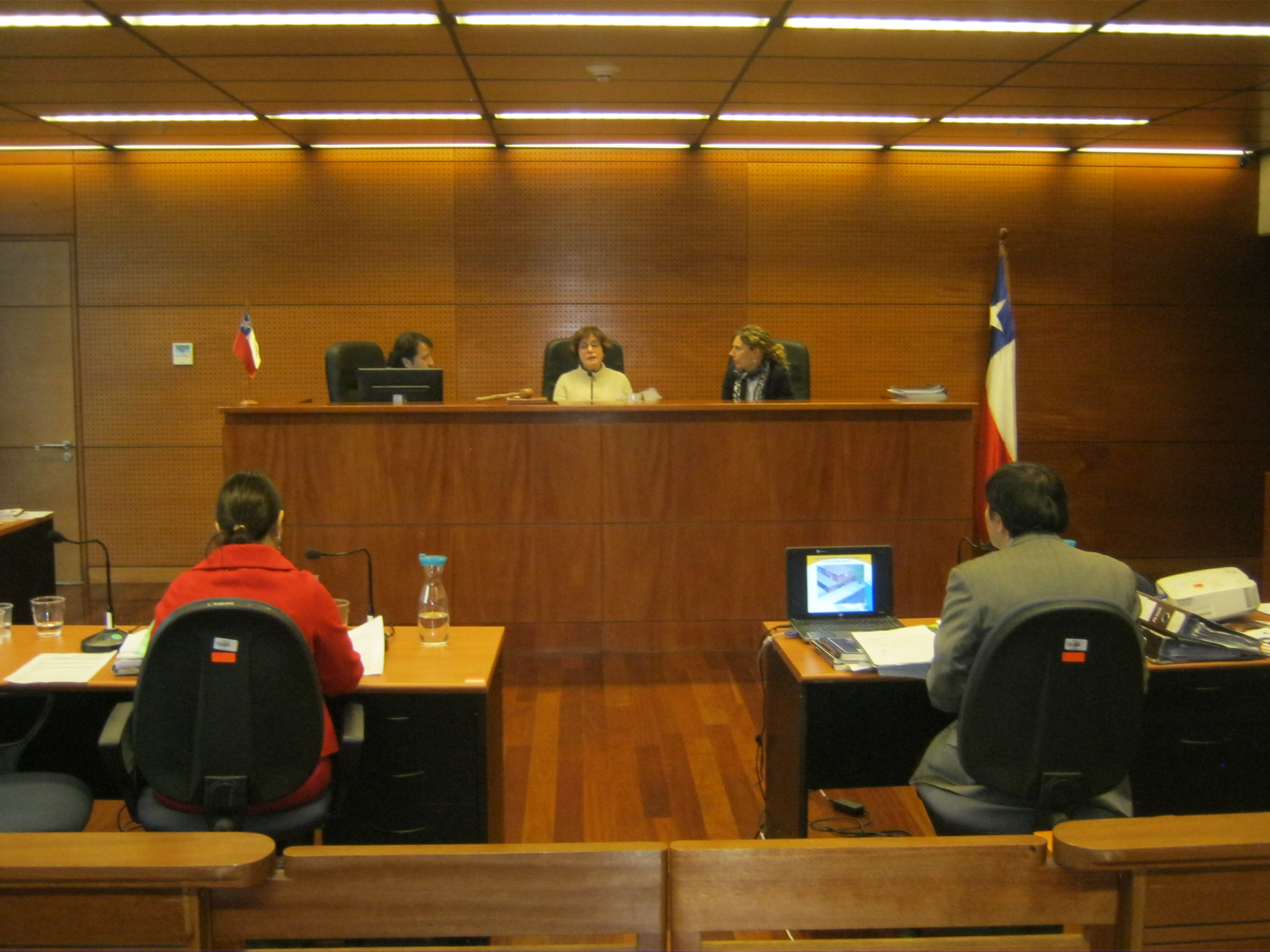
Retòrica oral en un tribunal judicial

La retòrica clàssica distingia tres gèneres en l'expressió oral:
- Demostratiu; destaca les qualitats positives o negatives d'un objecte o fet. L'orador és individual i no hi ha rèplica. L'oient no ha de prendre una decisió a partir del missatge que sent.
- Deliberatiu; s'hi exposen els problemes d'un grup determinat i es donen solucions
- Judicial: s'hi exposen uns fets ocorreguts sobre els quals un orador argumenta a favor i un altre en contra.

## Artificis retòrics

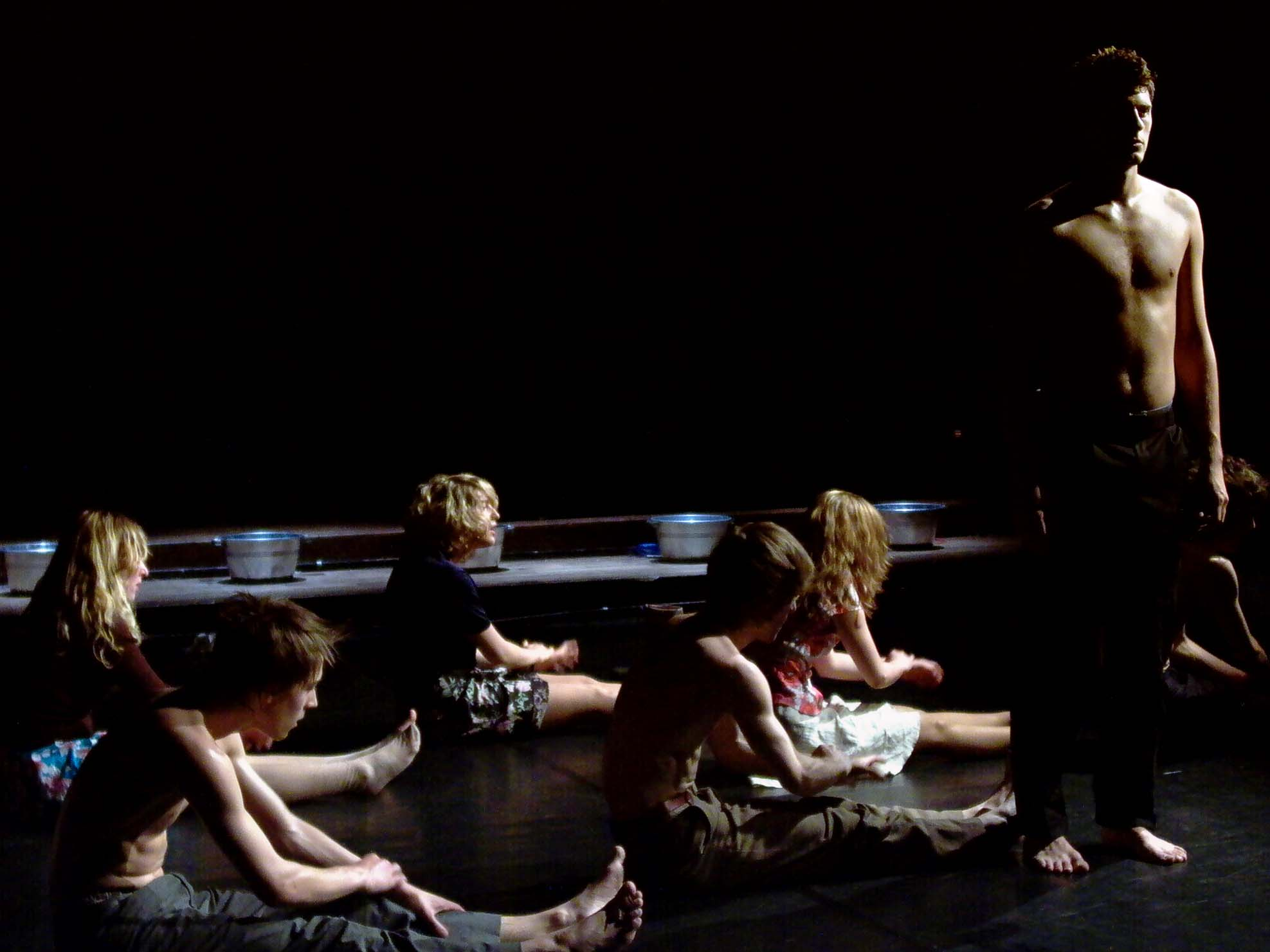
Els artificis retòrics es poden usar per a la persuasió comercial o política, o amb un objectiu més artístic, com al teatre o la literatura

Els artificis retòrics són: la pregunta retòrica, la iteració o efecte per repetició, la metàfora, l'antítesi, l'excurs, l'apel·lació a l'evidència i l'apel·lació a l'autoritat.